# Glenn Branca
Glenn Branca (Harrisburg, Pensilvania; 6 de octubre de 1948 - Nueva York, 13 de mayo de 2018) fue un compositor de vanguardia y guitarrista estadounidense . Branca utilizaba habitualmente guitarras preparadas y fue conocido por su uso de afinaciones alternativas, fuertes volúmenes, repeticiones, microintervalos y series armónicas. Su obra se encuadra en los movimientos no wave, totalismo o noise-rock.
Falleció en 2018 dejando una extensa obra y diversos reconocimientos académicos, su influencia es fundamental para el desarrollo de bandas como Sonic Youth y Swans y sirvió de puente entre la música culta y el punk.

## Biografía

#### Inicios
Branca comenzó a tocar la guitarra a la edad de 15 años. También creó una serie de piezas de collage de cinta para su propia diversión. Tras asistir al York College en 1966-1967, empezó una efímera suplencia con la banda de versiones The Crystal Ship con Al Whiteside y Dave Speece, en el verano de 1967. Branca estudió teatro en el Emerson College en Boston, a principios de los años 1970. En 1973 se trasladó de Boston a Londres, con su entonces novia Meg English. 
Tras regresar a Boston en 1974 conoció a John Rehberger. En esa época comenzó a experimentar con el sonido como fundador de un grupo de teatro experimental, The Bastard Theater, en 1975. Trabajó en un loft en Massachusetts Avenue, escribió y produjo la pieza de música/teatro Anthropophagoi, que estuvo en cartel durante dos semanas. El galán John Keiser fue elegido en «The Boston Phoenix» como uno de los mejores espectáculos del año. En 1976, la segunda producción de The Bastard Theater fue What Actually Happened, en un nuevo loft en Central Square, Cambridge, y más tarde en el Boston Arts Group. Consideradas poco convencionales y, a veces, polémicas; las producciones siguieron siendo cubiertas por críticas de Phoenix y The Boston Globe. Toda la música para las producciones de The Bastard Theater fueron composiciones originales de Branca o Rehberger, y se interpretaban en directo por actores/músicos.

#### Nueva York
Se trasladó a Nueva York en 1976. Su primer encuentro con la escena musical neoyorkina fue con la N. Dodo Band, a cuyo local de ensayo asistió muchas veces. Ahí conoció a Jeffrey Lohn que estaba tocando el violín eléctrico en la N. Dodo Band. Luego formó dos bandas a finales de los 1970: en 1977, Theoretical Girls, con el compositor y guitarrista Jeffrey Lohn, y más tarde The Static. También realizó, en 1977, con Rhys Chatham, Guitar Trio, una experiencia que fue muy importante en el desarrollo de su voz compositiva (Branca 1979). Finalmente formó el Glenn Branca Ensemble, que comprendía entonces cuatro guitarras, un bajo y dos percusionistas. La composición de este grupo evoluciona con los años, añadiendo nuevos instrumentos (teclados, percusiones) y aumentando el número de guitarras hasta ocho. Durante este periodo, fueron miembros del grupo futuros músicos de Swans, de Helmet y de Sonic Youth (Thurston Moore y Lee Ranaldo) y de Casco Page Hamilton(participaron en el conjunto.
A principios de los años 1980 compuso varias composiciones de mediana duración para conjuntos de guitarra eléctrica, como The Ascension (1981) e Indeterminate Activity of Resultant Masses (1981). Poco después, empezó a componer sinfonías para orquesta de guitarras eléctricas y percusión, que mezclaban droning industrial, cacofonía y microtonalidad con misticismo y matemáticas avanzadas. Desde su Symphony No 3 (Gloria) (1983), comenzó a componer sistemáticamente para la serie armónica, que él considera la estructura subyacente no sólo de la música, sino de la mayoría de las empresas humanas. En este proyecto, Branca estuvo muy influido por los escritos de Dane Rudhyar, Hermann Von Helmholtz y Harry Partch. También construyó varios instrumentos amplificados eléctricamente de su propia invención, como la guitarra de tres puentes (3rd Bridge). A principios de los años noventa David Baratier intentó documentar su estilo de enseñanza de Branca en They walked in line.

#### Obra tardía (1990-2018)
En septiembre de 1996 The Glenn Branca Ensemble actuó en la ceremonia de apertura del Festival de Aarhus en Dinamarca. La ceremonia tuvo lugar en el Musikhuset Opera House, y a la actuación asistieron la Reina de Dinamarca, el alcalde de Aarhus y otros dignatarios.
A partir de la Symphony No 7, Branca comenzó a componer para la orquesta tradicional, aunque nunca abandonó la guitarra eléctrica e interpretó dúos con su esposa para guitarras excesivamente amplificadas. El 13 de junio de 2001, presentó en el World Trade Center (Nueva York), una composición para cien guitarras eléctricas: Hallucination City - Symphony for 100 Guitars (su 13.ª sinfonía). Recientemente terminó su 14.ª sinfonía, que ha interpretado en Francia, Bélgica, Alemania y EE. UU., con un cuarteto que incluye a su esposa Regina Bloor (guitarra), Tony Cenicola (batería) y Ryan Walsh (bajo). 
Finalmente, la música de Branca ha comenzado a recibir atención académica. Algunos estudiosos, el más destacado Kyle Gann, les consideran a él y a Chatham como miembros de una nueva corriente del post-minimalismo, la escuela totalista.

## Catálogo de obras
| Año     | Obra | Tipo de obra                    | Duración |
| 1973    | Scratching The Surface. |                                 |          |
| 1974    | Música para la obra de teatro Anthropophagoi (escrita con Rehberger Percussion, Electronics And Mouth) [5 piezas cortas para «The Dubious Music Ensemble»]                   | Música teatral                  |          |
| 1976    | Música para la obra de teatro What Actually Happened (escrita con John Rehberger).                                                                                           | Música teatral                  |          |
| 1976    | Música para la obra de teatro Ballet Continuo | Música teatral                  |          |
| 1977    | Música para la obra de teatro Shivering Tongue Fingers Air | Música teatral                  |          |
| 1977    | 14 songs (para el grupo «Theoretical Girls») | Música vocal                    |          |
| 1977/79 | The Static and Theoretical Girls, Songs (1. Don't Let Me Stop You. 2. My Relationship. 3. You Got Me. 4. Jill. 5. Fuck Yourself. 6. TV Song. 7. You. 8. Glazened Idol)       | Música vocal                    |          |
| 1978    | Música para la obra de teatro Cognitive Dissonance. | Música teatral                  |          |
| 1978    | Inspirez Expirez - instrumental extendida para The Statics | Música instrumental (conjunto)  |          |
| 1978    | 20 songs (para el grupo The Statics). | Música vocal                    |          |
| 1978    | Solo 1978 | Música solista (guitarra)       |          |
| 1979    | For Six Guitars (hay versión extendida en 3 partes de 1980) | Música instrumental (guitarras) |          |
| 1979    | Música incidental para la exposición Ernest Kitzler, 1964-1977. | Música incidental               |          |
| 1979    | The Whole Field (pieza para una performance escrita con Barbara Ess) |                                 |          |
| 1979    | Lesson No. 1, para guitarra eléctrica. | Música solista (guitarra)       |          |
| 1979    | The Spectacular Commodity (para Eiko y Koma) |                                 |          |
| 1980    | Música para una película de Dan Graham | Música de película              |          |
| 1980    | Light Field (In Consonance) |                                 |          |
| 1980    | The Ascension |                                 |          |
| 1980    | Dissonance |                                 |          |
| 1981    | Lesson No. 2, para guitarra eléctrica. | Música solista (guitarra)       |          |
| 1981    | Indeterminate Activity of Resultant Masses. | Música instrumental (conjunto)  |          |
| 1981    | Mambo Diabolique (una sección es también la pieza Structure) |                                 |          |
| 1981    | Sinfonía n.º 1, Tonal Plexus. | Música orquestal (sinfonía)     |          |
| 1981    | Structure |                                 |          |
| 1981/82 | Sinfonía n.º 2, The Peak Of The Sacred. | Música orquestal (sinfonía)     |          |
| 1982    | Music for Bad Smells, pieza de danza. | Música de ballet                |          |
| 1982    | Harmonics guitar. | Música instrumental (conjunto)  |          |
| 1983    | Música para la obra de teatro Acoustic Phenomena (performance colaboración con Dan Graham).                                                                                  | Música teatral                  |          |
| 1983    | Sinfonía n.º 3, Gloria. Musica para los primeros 127 intervalos de la serie armónica                                                                                         | Música orquestal (sinfonía)     |          |
| 1983    | Sinfonía n.º 4, Physics. | Música orquestal (sinfonía)     |          |
| 1984    | Sinfonía n.º 5. Describing Planes of an Expanding Hypersphere | Música orquestal (sinfonía)     |          |
| 1985    | Música incidental para la exposición Classical Space (Forms Of Infinite Regress Within A Finite Field) [exposición de 22 pinturas derivadas de series armónicas]             | Música incidental               |          |
| 1986    | Music for the Murabushi Company (Ascent) |                                 |          |
| 1986    | Música para la obra teatral Edmond (David Mamet). | Música teatral                  |          |
| 1986    | Música para la película The Belly Of An Architect (Peter Greenaway) para orquesta de cuerda (con Wim Mertens)                                                                | Música cinematográfica          |          |
| 1986    | Chords, para guitarras preparadas y percusión |                                 |          |
| 1986    | Hollywood Pentagon |                                 |          |
| 1986    | Szene für In Passions Tongue Opernfragment, para orquesta de cuerdas, basada en la obra de teatro «Woyzeck» de Georg Büchner (Auftragswerk para el Opera Tomorrow Festival). | Música orquestal                |          |
| 1987    | Sinfonía n.º 6, Angel Choirs At The Gates Of Hell, en cuatro movimientos (rev. 1988).                                                                                        | Música orquestal (sinfonía)     |          |
| 1989    | Harmonic Series Chords, para orquesta. | Música orquestal                |          |
| 1989    | Shivering Air, para orquesta. | Música orquestal                |          |
| 1989    | Bestiariam (aka Gates of Heaven), para coro. | Música coral                    |          |
| 1989    | Sinfonía n.º 7, Graz, para orquesta. | Música orquestal (sinfonía)     |          |
| 1989    | Freeform, para orquesta. | Música orquestal                |          |
| 1990    | The World Upside Down, ballet en 7 movimientos para orquesta. | Música de ballet                |          |
| 1990    | Vacation Overture, para orquesta. | Música orquestal                |          |
| 1991    | String Quartet No. 1 | Música de cámara (cuarteto)     |          |
| 1991    | Les Honneurs Du Pied, pieza de danza en dos movimientos para orquesta. | Música de ballet                |          |
| 1992    | The Tower Opera, para orquesta y coros. | Música orquestal (coro)         |          |
| 1992    | Sinfonía n.º 8, The Mystery. | Música orquestal (sinfonía)     |          |
| 1993    | Sinfonía n.º 9, L'Eve Future, para orquesta y coros. | Música orquestal (sinfonía)     |          |
| 1994    | Sinfonía n.º 10, The Mystery Pt. 2. | Música orquestal (sinfonía)     |          |
| 1997    | Movement Within (for Harmonic Series Instruments) | Música instrumental (conjunto)  |          |
| 1998    | Sinfonía n.º 11, The Netherlands, Die Gegenfeld Part I, para coro y orquesta.                                                                                                | Música orquestal (sinfonía)     |          |
| 1998    | Sinfonía n.º 12, Tonal Sexus, para guitarras y percusión. | Música orquestal (sinfonía)     |          |
| 2000/01 | Sinfonía n.º 13, Hallucination City, para 100 guitarras. | Música orquestal (sinfonía)     |          |
| 2000/02 | Música para la película First Kill (Coco Schrijber) | Música de película              |          |
| 2001    | Música para la obra de teatro Portrait of Shunkin (danza/teatro) para The Big Dance Theater, dirigida por Annie B. Parsons                                                   | Música teatral                  |          |
| 2001    | Trio (con Glenn y Reg Bloor y Virgil Moorefield) | Música instrumental (trío)      |          |
| 2002    | Música para la película The Mothman Prophecies (solo una parte) | Música de película              |          |
| 2002    | In Perpetuity |                                 |          |

## Discografía
- 1980 - Lesson #1 For Electric Guitar (99 Records]).
- 1981 - The Ascension (99 Records).
- 1981 - Indeterminate Activity of Resultant Masses, (Atavistic Records, reed. 2007)
- 1982 - Bad Smells from Who Are You Staring At? con John Giorno. (Giorno Poetry Systems, GPS)
- 1982 - Who Are You Staring At?, con John Giorno. (GPS).
- 1983 - Chicago 82 - A Dip In The Lake (Crepuscule).
- 1983 - Symphony #3 (Gloria) (Atavistic Records).
- 1983 - Symphony #1 (Tonal Plexus) (ROIR).
- 1987 - The Belly of an Architect [Soundtrack] (contribución)(Crepuscule).
- 1989 - Symphony #6 (Devil Choirs At The Gates Of Heaven) (Atavistic Records).
- 1992 - Symphony #2 (The Peak of the Sacred) (Atavistic Records).
- 1992 - The World Upside Down (Crepuscule).
- 1994 - The Mysteries (Symphonies #8 & #10) (Atavistic Records).
- 1994 - Century XXI USA 2-Electric/Acoustic (New Tone).
- 1994 - Les Honneurs Du Pied from Century XXI USA 2-Electric/Acoustic (various) (New Tone)
- 1995 - Faspeedelaybop para «Just Another Asshole» (varios) (Atavistic Records)
- 1995 - Symphony #9 (L'eve Future) (Point).
- 1996 - Songs '77-'79 (Atavistic Records).
- 1999 - Symphony #5 (Describing Planes Of An Expanding Hypersphere) (Atavistic Records).
- 2000 - Movement Within para «Renegade Heaven» de Bang On A Can (Cantaloupe Music)
- 2000 - Empty Blue (In Between).
- 2002 - The Mothman Prophecies [Soundtrack] (contribution)(Lakeshore Records).